# 文炳阁
文炳阁，位于中国广东省江门市新会区古井镇文楼村，为新会区文物保护单位，类型为古建筑，公布时间为1995年。
文炳阁的历史年代为清代。